# Luz de gas (manipulación)
Hacer luz de gas, del inglés gaslighting, es una expresión que hace referencia a un tipo de maltrato emocional en el que una persona manipula a otra para que esta dude de sus percepciones y cuestione su propia realidad.

## Origen de la expresión

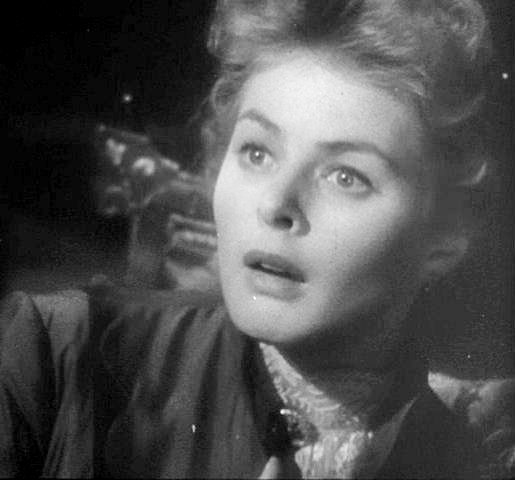
Ingrid Bergman en Gaslight (1944).

La locución proviene de la obra de teatro británica de 1938 Luz de gas de Patrick Hamilton estrenada en 1938 y de sus adaptaciones al cine de 1940 y 1944. El argumento de la obra gira en torno a las estratagemas que pone en marcha un hombre de clase acomodada para hacer creer a su esposa que se está volviendo loca; así, manipula, cambia de lugar o esconde pequeños objetos de su entorno para después, ante la extrañeza de ella, simular que nunca hubo cambio alguno, de modo que esta acabe convencida de que padece lagunas de memoria. El título de la obra remite a las lámparas de gas que el marido usa en el desván mientras busca el tesoro escondido. La mujer advierte que el resto de las luces de la casa pierden intensidad sin que haya ninguna causa lógica, pues el marido le hace creer que ha salido.
Desde entonces, hacer luz de gas se utiliza para referirse a los esfuerzos de alguien para manipular el sentido de realidad de otra persona.

## Maltrato emocional oculto
El tipo de maltrato psicológico ejercido al hacer gaslighting se asocia normalmente a las relaciones de pareja, y muchas veces es difícil demostrarlo ya que se mantiene oculto en el ámbito doméstico en el que se produce. Puede ocurrir que la persona maltratada no sea consciente del abuso, debido a la sutileza de este tipo de violencia que no se vive como una agresión en sí misma, sino como un conflicto propio de la convivencia.
También se puede ejercer luz de gas en otros entornos como el escolar o el laboral que pueden generar relaciones de dependencia emocional y de poder en la persona agredida. Este maltrato se realiza a lo largo del tiempo de forma gradual, siempre por una  persona o entidad que ejerce el control del poder sobre otra para obtener un beneficio, y acaba produciendo elevados niveles de estrés o ansiedad en la víctima.
La estudiosa del feminismo Florence Rush abordó la cuestión desde la perspectiva del maltrato infantil en su ensayo sobre el abuso sexual The Best Kept Secret: The Sexual Abuse of Children (El secreto mejor guardado: El abuso sexual infantil). 
La autora cuestionó el paradigma freudiano imperante sobre la sexualidad infantil, afirmando que Freud, al desarrollar su teoría de la sexualidad infantil, interpretó las denuncias de abuso sexual de sus pacientes infantes como síntomas de deseo incestuoso reprimido, y no como un acontecimiento real, lo que Rush denominó "el encubrimiento freudiano". Observó que numerosos casos de violencia sexual infantil se producían por abusos de poder por parte de hombres adultos sobre niñas, refiriéndose específicamente a la luz de gas ejercida por los abusadores para destruir la percepción de la realidad del otro.
Por su parte, en 1994, Victor Santoro popularizó la expresión con la publicación de Gaslighting: How to Drive Your Enemies Crazy (Luz de gas. Cómo llevar a tus enemigos a la locura), donde explica diversas estrategias para manipular a la víctima, como desorientarla, llevarla a elaborar pensamientos paranoides, destruir su reputación o inducirla a enfrentarse a otros.

## «Hacer luz de gas» en la cultura popular
Algunos compositores musicales contemporáneos se han referido a este concepto:
- Walter Becker y Donald Fagen, del grupo de jazz rock de Estados Unidos Steely Dan, manifestaron que la canción «Gaslighting Abbie», incluida en su álbum Two Against Nature (2000), está inspirada en el Gaslight de 1944.[17]
- Joaquín Sabina en su canción «El caso de la rubia platino».
- El grupo español Sidecars lanzó en 2010 la canción «Luz de gas», un reproche por los engaños de un amor perdido.
- Luis Eduardo Aute, en su tema «Una de dos», hace alusión a este tipo de manipulación en la frase «a ti no puedo hacerte luz de gas».
- Tino Casal, en su versión del tema «Eloise» originalmente cantado por Barry Ryan en 1968, describe la angustia a la que le somete su amada: «Con tanta actividad me mortificas sin piedad, y ya no puedo más, tímida luz de gas».
- El grupo Alaska y los Pegamoides hacía alusión a este efecto en su sencillo «Alta tensión», recopilado en Grandes éxitos (álbum de Alaska y los Pegamoides) (1982).
- El dúo Fangoria menciona la expresión en su tema «¿Quién te has creído que soy?», perteneciente a su disco Extrapolaciones y dos preguntas (1989-2000) (2019).